# Peel en Maas
Peel en Maas è un comune olandese di 43.020 abitanti situato nella provincia del Limburgo. Il comune è nato il 1º gennaio 2010 dalla fusione di Helden, Kessel, Meijel e Maasbree.